# 5ive (album)
5ive hay Five là album đầu tay mang tên nhóm nhạc Five - nhóm nhạc Pop rap đến từ Anh. Được phát hành tại UK vào ngày 22/6/1998, album có được vị trí trong bảng xếp hạng UK Albums Chart. Khi album này được phát hành tại Mĩ vào ngày 14/7/1998, chiếm vị trí 27 tại Billboard 200, là album thành công nhất tại Anh.
Được sản xuất trên quy mô rộng bởi Jacob "Jake" Schulz và Denniz Pop, album "5ive" tung ra 6 single nhưng chỉ có duy nhất 1 single lọt vào top 10 tại UK Singles Chart và được phát hành tại Mĩ là "It's the Things You Do". Ngày 4/12/1998, album được công nhận là Đĩa bạch kim bởi British Phonographic Industryvà sau đó là Recording Industry Association of America.

## Các ca khúc
| STT              | Nhan đề                                 | Sáng tác                                                            | Thời lượng |
| ---------------- | --------------------------------------- | ------------------------------------------------------------------- | ---------- |
| 1.               | "Slam Dunk (Da Funk)"                   | Denniz Pop, Max Martin, Jacob Schulz, Herbie Crichlow               | 3:38       |
| 2.               | "When The Lights Go Out"                | Eliot Kennedy, Tim Lever, Mike Percy, John McClaughlin, Five        | 4:10       |
| 3.               | "Everybody Get Up"                      | Alan Merrill, Jake Hooker, Five, Crichlow                           | 3:26       |
| 4.               | "Got the Feelin'"                       | Richard Stannard, Julian Gallagher, J Brown, Sean Conlon, Abs Breen | 3:28       |
| 5.               | "It's the Things You Do"                | Martin, George Shahin, Crichlow, Five                               | 3:36       |
| 6.               | "Human (The Five Remix)"                | James Harris, Terry Lewis                                           | 3:48       |
| 7.               | "Until the Time Is Through"             | Martin, Andreas Carlsson                                            | 4:15       |
| 8.               | "Satisfied"                             | Tim Hawes, Keith Beauvais, Five                                     | 4:14       |
| 9.               | "Partyline 555-On-Line"                 | Pop, Schulz, Crichlow, Five                                         | 4:22       |
| 10.              | "That's What You Told Me"               | W. Hector, L. Tennant, Mich Hedin Hansen, Joseph Belmaati, Five     | 3:44       |
| 11.              | "It's All Over"                         | Kennedy, Percy, Lever, Five                                         | 4:12       |
| 12.              | "Don't You Want It"                     | Pop, Martin, Five                                                   | 3:43       |
| 13.              | "Shake"                                 | Schulz, Crichlow, Five                                              | 3:26       |
| 14.              | "Cold Sweat"                            | Topham Twigg, Paul Waterman, Five                                   | 4:06       |
| 15.              | "Straight Up Funk"                      | Pop, Martin, Schulz, Crichlow                                       | 3:58       |
| 16.              | "My Song"                               | Pop, Schulz, Crichlow, Five                                         | 3:53       |
| 17.              | "Switch"                                | Pop, Schulz, Five                                                   | 4:00       |
| 18.              | "When I Remember When (US Bonus Track)" | Shelly Peiken, Jud Friedman                                         | 4:02       |
| Tổng thời lượng: | Tổng thời lượng:                        | Tổng thời lượng:                                                    | 66:00      |

| Phát hành kèm theo bonus track | Phát hành kèm theo bonus track                    | Phát hành kèm theo bonus track |
| STT                            | Nhan đề                                           | Thời lượng                     |
| ------------------------------ | ------------------------------------------------- | ------------------------------ |
| 1.                             | "You and I"                                       | 3:33                           |
| 2.                             | "When the Lights Go Out (Blacksmith Hip Hop Mix)" | 6:20                           |
| 3.                             | "Slam Dunk (Da Funk) (Extended Mix)"              | 7:29                           |
| 4.                             | "Can You Jam"                                     | 4:01                           |
| Tổng thời lượng:               | Tổng thời lượng:                                  | 21:24                          |

## Singles
- Slam Dunk (Da Funk) 2 tháng 12 năm 1997
- When The Lights Go Out 2 tháng 3 năm 1998
- Got The Feelin' 3 tháng 6 năm 1998
- Everybody Get Up 13 tháng 10 năm 1998
- It's the Things You Do 27 tháng 10 năm 1998 (USA Only)
- Until The Time Is Through 23 tháng 2 năm 1999

## Thứ hạng
| Năm  | Bảng xếp hạng     | Vị trí |
| ---- | ----------------- | ------ |
| 1998 | UK Albums Chart   | 1      |
| 1998 | The Billboard 200 | 27     |
| 1998 | ARIA Albums Chart | 8      |